# A Crimson Cosmos
A Crimson Cosmos – trzeci album studyjny grupy muzycznej Lake of Tears wydany w 1997 roku.

## Lista utworów
1. Boogie Bubble – 4:51
2. Cosmic Weed – 3:51
3. When My Sun Comes Down – 4:59
4. Devil's Diner – 3:43
5. The Four Strings of Mourning – 5:40
6. To Die Is to Wake – 3:48
7. Lady Rosenred – 2:34
8. Raistlin and the Rose – 5:23
9. A Crimson Cosmos – 4:54